# Río Pandillo
El río Pandillo es un curso fluvial del norte de la península ibérica que discurre por Cantabria (España). Pertenece a la cuenca hidrográfica del Pas. 

## Curso
Nace en Castro Valnera, en el área de Peñas Negras, y tiene una longitud de 6,443 kilómetros, con una pendiente media de 8,3º. Todo él transcurre en terrenos de alta montaña, por lo que su entorno se encuentra prácticamente inhabitado; algunos tramos son inaccesibles por la vegetación. El río Pandillo es uno de los primeros afluentes del río Pas, considerándose que éste nace en la confluencia entre el Pandillo y el arroyo Rucabao.
Al igual que en otros lugares de la Vega de Pas, zona muy característica dentro de Cantabria, el río atraviesa diversos conjuntos de cabañas pasiegas, una arquitectura típica de la región. Los nombres de las agrupaciones son: Colina, Lesla y Monturmías; algunas construcciones datan del siglo XVIII.